# 斷魂谷 (1968年電影)
《断魂谷》（英語：Death Valley）是1968年上映的一部香港彩色古裝武俠電影，由罗维编剧及执导，并且亲自参演，主演者包括于倩、岳華、陳鴻烈。该电影主要讲述一个女侠为了財富不择手段的故事。

## 劇情簡介
老年的江湖隱俠趙雲陽（羅維飾）居於斷魂谷趙家莊，因無子嗣，欲將家業交予在外的姪兒——俠客趙玉龍（岳華飾）繼承，長伴陽左右、跟其學武的姪女趙劍英（于倩飾）得知後心生不滿。英向來周旋於莊中好手藍虹（王威飾）及劉元鶴（趙雄飾）之間，遂分別色誘、勾結二人暗算陽。陽死後，英哄騙乳娘寫信聯絡其子——俠客金虎（陳鴻烈飾），設計借虎之手殺掉劉元鶴，又欲利用虎對付龍。虎途中遇上剛得知伯父死訊的龍，兩人惺惺相惜。龍與虎分別回到趙家莊，但在英的詭計擺佈下，兩人無奈展開決鬥。
有指當時電影的其中一個宣傳語句強調它並非功夫片或愛情片，而是關於追逐財富的悲劇故事。:154

## 演员表
| 演員   | 角色   | 簡介／備註 |
| ------ | ------ | --- |
| 罗维   | 趙雲陽 | 趙家莊老莊主，被姪女趙劍英等人謀財害命。                                                                                           |
| 于倩   | 趙劍英 | 趙雲陽的姪女，武功不高，但擅於耍心機及運用美色。利用一眾男人謀奪陽財產。                                                           |
| 岳华   | 趙玉龍 | 獨來獨往的江湖高手，武器是一對短劍，性好。趙雲陽的姪兒，趙劍英堂兄，本被陽指定為繼承人。得知陽被殺後趕回趙家莊，漸漸揭露英的陰謀。 |
| 陳鴻烈 | 金虎   | 江湖高手，趙劍英乳娘之子，英以虛構的趙雲陽死因利用他殺人。在路上與趙玉龍相遇後惺惺相惜，後被逼與其決鬥。最後被英暗算身亡。         |
| 李昆   | 二禿子 | 諧角。趙玉龍路上遇上的傻氣小混混，本欲拜龍為師，後認龍為大哥，一度結伴同行。                                                       |
| 赵雄   | 劉元鶴 | 居於趙家莊的神鶴派高手，暗戀趙劍英，殺害趙雲陽的合謀者之一，後被英借金虎之手將他滅口。 與趙劍英有床戲。                            |
| 王威   | 藍虹   | 趙雲陽首徒，趙劍英的大師兄及老相好，殺害趙雲陽的合謀者之一。追殺趙玉龍時，殺害了曾幫助龍的善良孩童和祖母，最終被龍手刃。           |
| 吳瑋   | 金奶媽 | 趙劍英乳娘，金虎母親，被英利用後殺害。                                                                                             |
| 王清河 |        | |
| 金天柱 |        | |
| 郝履仁 |        | |
| 郑康业 |        | |
| 李寿祺 |        | |
| 李家鼎 |        | 第一幕欲搶奪趙玉龍馬匹的強盜首領，被龍擊殺。                                                                                       |
| 韓英傑 |        | |

## 製作
本片屬於邵氏「武俠世紀」 系列，由在該系列奠基作品《大醉俠》:154走紅的男星岳華及陳鴻烈，夥拍以性感嫵媚、擅演反派見稱的女星于倩擔綱主演。于倩的性感演出亦是本片焦點之一。而導演羅維該時期亦拍攝了多部賣座作品，被寄予厚望。
有說本片可能到台灣取景，但未知是否成行。

## 發行與審查

### 審查
本片原訂於1968年7月中旬在午夜場先行上映，但正片及預告片中一些涉及血腥暴力與性愛的鏡頭，被港英政府之政府新聞處轄下的電影檢查處（一說檢查員小組）要求刪剪，邵氏延後上映計劃並提出上訴（一說為5月已被審查），重審時審核委員會的官員們之間發生分歧頗深的辯論，當時的辯論紀錄亦成為後世學者研究香港電影審查歷史的案例，詳情如下：
被要求刪剪的內容包括通過鏡中折射展現的裸體男女床戲影像；預告片中的女性裸體出浴；兩個男人的手指初被切下，落在賭桌上；一名老婦被連刺兩劍而亡（被認為應該刪去第二劍鏡頭）；落在地上的斷臂特寫。而當時審核委員會的成員包括署理華民政務司徐家祥、警務處處長伊達善（英籍）、社會福利署署長賈赫（英籍）及8月起缺席的教育司代表。主要的對立觀點來自取態保守的華人官員徐家祥及較為開放的英籍官員賈赫，徐認為華人道德觀與西方道德觀有很大差異，審查應採用華人道德觀（當時一些傳媒評論亦批評本片賣弄女性肉體，但徐亦沒要求對床戲完全刪剪:157），他亦認為檢查員應守護社會道德，而在刪除老婦被刺第二劍鏡頭的決定上他總結為「品味低俗」；賈的看法則全然相反，他不重視文化差異，強調自由社會應讓道德觀自然變化，檢查員不應阻止民眾接觸性愛等生活真實一面，不應阻止道德觀轉變，亦認為品味不是審查因素；伊達善則認同華人與西方的文化差異，但也認為徐的看法「主觀」及「狹隘」。但除了徐提出的華人道德觀，其他人均沒提出具體準則，伊主張研究公眾的想法，賈則主張諮詢專家而非民眾。
審核委員會未能取得共識，但至9月邵氏亦決定妥協，同意按徐的主張進行刪剪。研究此個案的學者李淑敏（其於香港大學歷史系之碩士論文）認為此辯論除了反映華人與非華人官員的道德觀差異，亦受到1960年代西方性解放及社會道德觀轉變的思潮所影響。:162-163
當時正值武俠電影產量高峰期，有該時期的評論批評臺灣及香港電影圈武俠題材泛濫，並過度渲染血腥暴力。

### 發行
審查結束後，本片於1968年10月5日及6日的午夜場先行上映，10月11日正式上映，女主角于倩特意於上映前兩天以個人名義宴請傳媒，並邀請傳媒於首映日觀看本片。本片票房達港幣八十多萬元，成績理想。
2000年代，本片與其他邵氏電影一樣，版權被轉交予天映娛樂作數碼修復處理重新發行。

## 迴響

### 評價
《華僑日報》當時的影評稱讚岳華及陳鴻烈的打鬥場面精彩，歸功演員的默契與賣力，以及攝影師的技巧，且沒有過多依賴剪接；但批評女主角于倩的演技，認為其面部表情及眼神未能充分演繹一個歹毒陰險而淫蕩的女人；情節方面雖被指沿用常見套路，但亦評為節奏明快，高潮迭起。
《明星趣劇與電影小說》月刊當時的影評則認為陳鴻烈角色的陰沉個性，恰好適合他的演出風格，顯得入木三分。

### 對女主角的影響
于倩的裸露演出被刪剪，一度成為熱話，有指刪剪事件反而讓本片更受注目。于倩在1969年初的專訪中，表示事後收到的影迷信件中既有指責她太暴露，也有正評，她不敢再作這種程度的性感演出。她後來亦曾表明该作让她在一段时间心情低落。

## 備註
1. ↑  《華僑日報》此影評的描述似乎將趙雄及王威的角色相混。
2. ↑  「武俠世紀」一說的第一手資料來源不明。
3. ↑  此評論以臺灣角度為主，舉例中並沒有提及本片的審查事件。

## 相關連結
- 互联网电影数据库（IMDb）上《斷魂谷》的资料（英文）
- 豆瓣电影上《斷魂谷》的資料 （简体中文）
- 香港影庫上《斷魂谷》的資料（繁體中文）
- 爛番茄上《斷魂谷》的資料（英文）